# The Slave Girl
The Slave Girl è un cortometraggio del 1915 diretto da Tod Browning, qui alla sua seconda regia.

## Produzione
Il film fu prodotto dalla Reliance Film Company e venne girato all'Iverson Ranch di Chatsworth a Los Angeles.

## Distribuzione
Distribuito dalla Mutual Film, uscì nelle sale il 20 marzo 1915.

### Data di uscita
- USA   20 marzo 1915

Alias
- The White Slave (titolo di lavorazione)